# Centrophorus squamosus
Il centroforo squame a foglia (Centrophorus squamosus (Bonnaterre, 1788)) conosciuto anche come sagrì è un piccolo squalo appartenente alla famiglia dei Centroforidi.

## Descrizione
Con una lunghezza media di 110-158 cm ed una massima registrata di 164, è uno dei rappresentanti più grandi del genere Centrophorus. Diventa sessualmente maturo una volta raggiunta una lunghezza di circa 124,5 cm. Presenta una colorazione uniforme grigio scuro o marrone cioccolato. Ha muso corto e largo, la prima pinna dorsale bassa e allungata, estremità delle pinne pettorali brevi e dentelli dermici grandi e ruvidi, a forma di foglia.

## Biologia
Vive lungo i margini inferiori della scarpata continentale, o nei loro pressi, ma talvolta è stato segnalato anche in oceano aperto a 1250 m, in acque profonde 4000 m. Si nutre probabilmente di pesci e cefalopodi. È ovoviviparo e gli embrioni si nutrono solamente di tuorlo. La femmina dà alla luce 5-8 piccoli alla volta, lunghi 35-43 cm. Durante la copula il maschio afferra la femmina mordendola sul dorso o sulle pinne.

## Distribuzione e habitat
Il centroforo squame a foglia è diffuso nell'Atlantico orientale, intorno alle scarpate continentali dall'Islanda meridionale fino al Capo di Buona Speranza, nell'oceano Indiano occidentale, intorno ad Aldabra, e nel Pacifico occidentale, intorno ad Honshū, in Giappone, Filippine, Australia sud-orientale e Nuova Zelanda. Vive a profondità comprese tra i 145 e i 2400 m. 

## Conservazione
La sua carne viene utilizzata essiccata e salata per il consumo umano e come farina di pesce. Pescato su scala commerciale, viene classificato come «vulnerabile» (Vulnerable) dall'Unione Internazionale per la Conservazione della Natura.